# Dusona bicoloripes
Dusona bicoloripes là một loài tò vò trong họ Ichneumonidae.